# Sūf
Sūf är en ort i Jordanien.   Den ligger i guvernementet Jerash, i den norra delen av landet, 40 km norr om huvudstaden Amman. Sūf ligger 965 meter över havet och antalet invånare är 12 942.
Terrängen runt Sūf är kuperad. Runt Sūf är det tätbefolkat, med 369 invånare per kvadratkilometer. Närmaste större samhälle är ‘Ajlūn, 8,2 km väster om Sūf. Trakten runt Sūf består till största delen av jordbruksmark.